# Mate Kapović
Mate Kapović (ur. 5 sierpnia 1981 w Zagrzebiu) – chorwacki językoznawca i kroatysta. Specjalizuje się w indoeuropeistyce i slawistyce.

## Życiorys
W 1999 roku zdał maturę w Gimnazjum Klasycznym w Zagrzebiu, później podjął studia z zakresu kroatystyki i językoznawstwa na Wydziale Filozoficznym Uniwersytetu Zagrzebskiego, które ukończył w 2003 roku. W 2004 roku został zatrudniony na tejże uczelni. Doktoryzował się w 2007 roku na Wydziale Filozoficznym Uniwersytetu w Zadarze, gdzie pod kierunkiem Ranka Matasovicia obronił rozprawę pt. Rekonstrukcija baltoslavenskih osobnih zamjenica s posebnim osvrtom na naglasak („Rekonstrukcja bałtosłowiańskich zaimków osobowych ze szczególnym naciskiem na akcent”).
W 2010 roku został docentem na Uniwersytecie w Zagrzebiu; w 2014 roku objął stanowisko profesora nadzwyczajnego. Na Wydziale Filozoficznym wykłada fonologię ogólną, lingwistykę historyczno-porównawczą oraz fonologię i morfologię indoeuropejską. Do jego zainteresowań naukowych należą również akcentologia, socjolingwistyka, dialektologia i polityka językowa. Odbył szkolenia naukowe na stypendiach w Stambule, Wiedniu i Osace.
Wydał kilka książek: Uvod u indoeuropsku lingvistiku: Pregled jezikâ i poredbena fonologija (2008), Čiji je jezik? (2011), Povijest hrvatske akcentuacije: Fonetika (2015) i Jeziku je svejedno (2019). Napisał także dziesiątki artykułów, opublikowanych na łamach czasopism chorwackich i zagranicznych. Zaangażował się w krytykę puryzmu i preskryptywizmu w języku. Jest także inicjatorem corocznej międzynarodowej konferencji International Workshop on Balto-Slavic Accentology (IWoBA), która odbywa się od 2005 roku, skupiając wybitnych bałtoslawistów, bałtystów i slawistów z całego świata.
Krytykuje kroatystów, którzy twierdzą, że w BiH, Czarnogórze, Chorwacji i Serbii mówi się czterema osobnymi językami standardowymi.

## Wybrana twórczość
- Uvod u indoeuropsku lingvistiku: Pregled jezikâ i poredbena fonologija (2008)
- O „pravilnosti” u jeziku (2009)
- Čiji je jezik? (2011)
- Language, ideology, and politics in Croatia (2011)
- Ogledi o kapitalizmu i demokraciji (2015)
- Povijest hrvatske akcentuacije: Fonetika (2016)
- O preskripciji i preskriptivizmu u Hrvatskoj (2016, współautorstwo z Anđelem Starčeviciem i Daliborką Sarić)[12]
- The Indo-European Languages (redaktor wyd. 2, 2017)[13]
- Jeziku je svejedno (2019, współautorstwo z Anđelem Starčeviciem i Daliborką Sarić)[7][12]